# Diocesi di Nongstoin
La diocesi di Nongstoin (in latino Dioecesis Nongstoinensis) è una sede della Chiesa cattolica in India suffraganea dell'arcidiocesi di Shillong. Nel 2023 contava 174.072 battezzati su 616.380 abitanti. È retta dal vescovo Wilbert Marwein.

## Territorio
La diocesi comprende i distretti dei Monti Khasi Occidentali e dei Monti Khasi Sudoccidentali nello stato indiano del Meghalaya.
Sede vescovile è la città di Nongstoin, dove si trova la cattedrale di San Pietro Apostolo.
Il territorio si estende su 5.247 km² ed è suddiviso in 22 parrocchie.

## Storia
La diocesi è stata eretta il 28 gennaio 2006 con la bolla Cum ad aeternam di papa Benedetto XVI, ricavandone il territorio dall'arcidiocesi di Shillong.

## Cronotassi dei vescovi
Si omettono i periodi di sede vacante non superiori ai 2 anni o non storicamente accertati.
- Victor Lyngdoh (28 gennaio 2006 - 15 ottobre 2016 nominato vescovo di Jowai)
  - Sede vacante (2016-2023)[1]
- Wilbert Marwein, dal 4 febbraio 2023

## Statistiche
La diocesi nel 2023 su una popolazione di 616.380 persone contava 174.072 battezzati, corrispondenti al 28,2% del totale.
| anno | popolazione | popolazione | popolazione | presbiteri | presbiteri | presbiteri | presbiteri                | diaconi | religiosi | religiosi | parrocchie |
| anno | battezzati  | totale      | %           | numero     | secolari   | regolari   | battezzati per presbitero | diaconi | uomini    | donne     | parrocchie |
| ---- | ----------- | ----------- | ----------- | ---------- | ---------- | ---------- | ------------------------- | ------- | --------- | --------- | ---------- |
| 2006 | 75.715      | 313.723     | 24,1        | 18         | 5          | 13         | 4.206                     |         |           | 61        | 9          |
| 2012 | 116.360     | 311.000     | 37,4        | 43         | 15         | 28         | 2.706                     |         | 29        | 4         | 16         |
| 2013 | 121.231     | 406.101     | 29,9        | 41         | 16         | 25         | 2.956                     |         | 26        | 4         | 16         |
| 2016 | 136.142     | 456.540     | 29,8        | 48         | 20         | 28         | 2.836                     |         | 29        | 4         | 20         |
| 2019 | 141.270     | 473.750     | 29,8        | 72         | 24         | 48         | 1.962                     |         | 48        |           | 22         |
| 2021 | 164.334     | 581.216     | 28,3        | 57         | 22         | 35         | 2.883                     |         | 35        |           | 22         |
| 2023 | 174.072     | 616.380     | 28,2        | 58         | 23         | 35         | 3.001                     |         | 35        |           | 22         |